# Два далёких незнакомца
«Два далёких незнакомца» (англ. Two Distant Strangers) — американский короткометражный фильм 2020 года выпуска, снятый режиссёрским дуэтом Трэйвоном Фри и Мартином Десмондом Роу. Фильм получил премию «Оскар» за «лучший короткометражный фильм».

## Сюжет
Молодой нью-йоркский чернокожий художник Картер попадает во временную петлю: каждое утро он просыпается и впоследствии сталкивается с полицейским-расистом, который его в итоге убивает.

## В ролях
- Joey Badass — Картер Джеймс
- Эндрю Ховард — офицер Мерк, Департамент полиции Нью-Йорка

## Критика
Фильм обвинялся в плагиате, в частности, в копировании другого короткометражного фильма «Groundhog Day for a Black Man», выпущенного в 2016 году. Его сюжет также идентичен сюжету эпизода сериала «Сумеречная зона», вышедшего полутора годами ранее.